# Henicorhina
Henicorhina is een geslacht van zangvogels uit de familie winterkoningen (Troglodytidae).

## Soorten
Het geslacht kent de volgende soorten:
- Henicorhina anachoreta  –  Santa-Martaboswinterkoning
- Henicorhina leucophrys  –  Grijze boswinterkoning
- Henicorhina leucoptera  –  Peruaanse boswinterkoning
- Henicorhina leucosticta  –  Boswinterkoning
- Henicorhina negreti  –  Munchiqueboswinterkoning